# 安德森穹丘
安德森穹丘（英語：Anderson Dome）是南極洲的穹丘，位於埃爾斯沃思地，處於邦納博穹丘以東7公里的戈弗冰川東岸，海拔高度1,475米，由明尼蘇達大學繪入地圖和命名。
73°30′S 93°54′W / 73.500°S 93.900°W